# Ratyfikacja

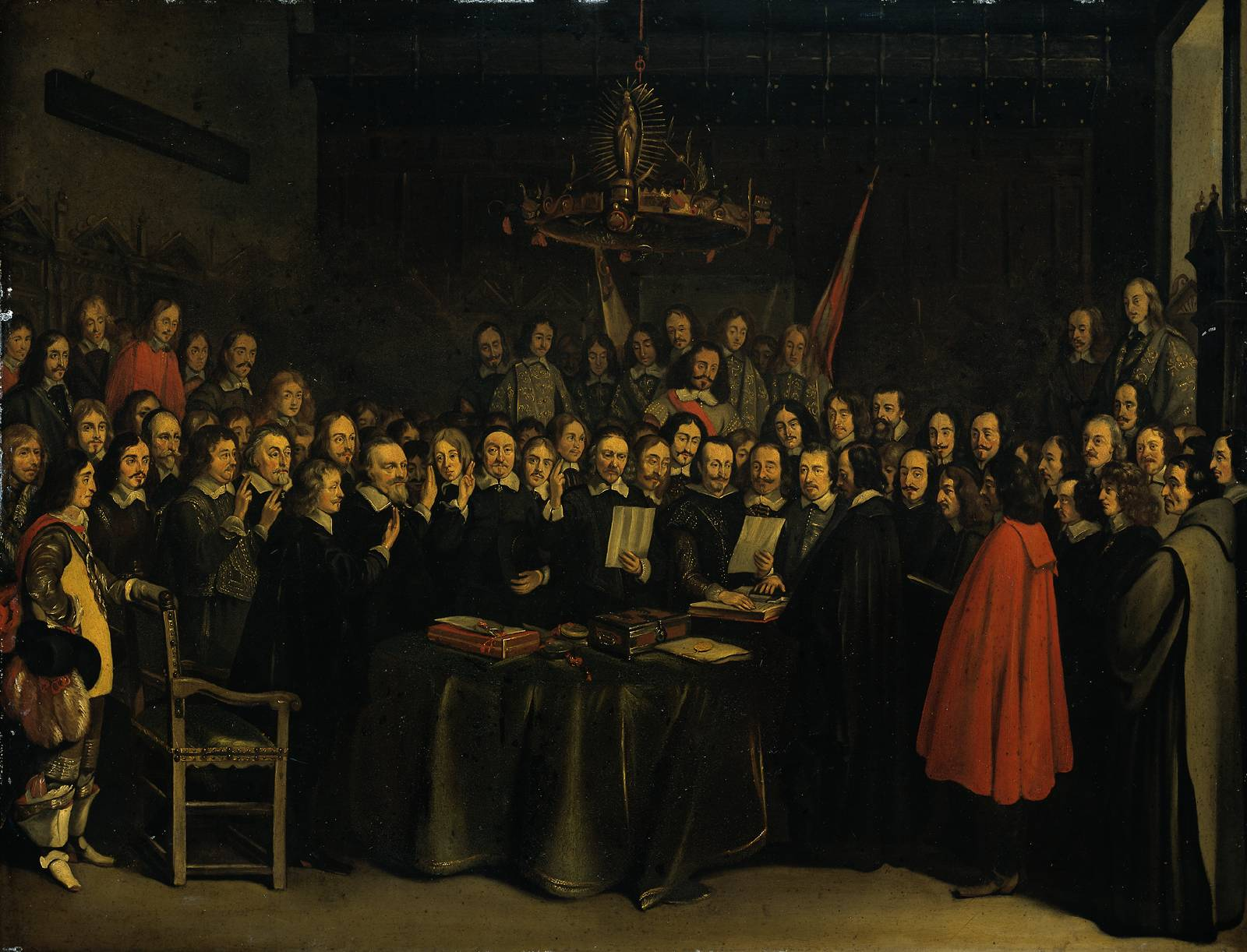
Ratyfikacja Pokoju westfalskiego w 1648 (obraz Gerarda ter Borcha)

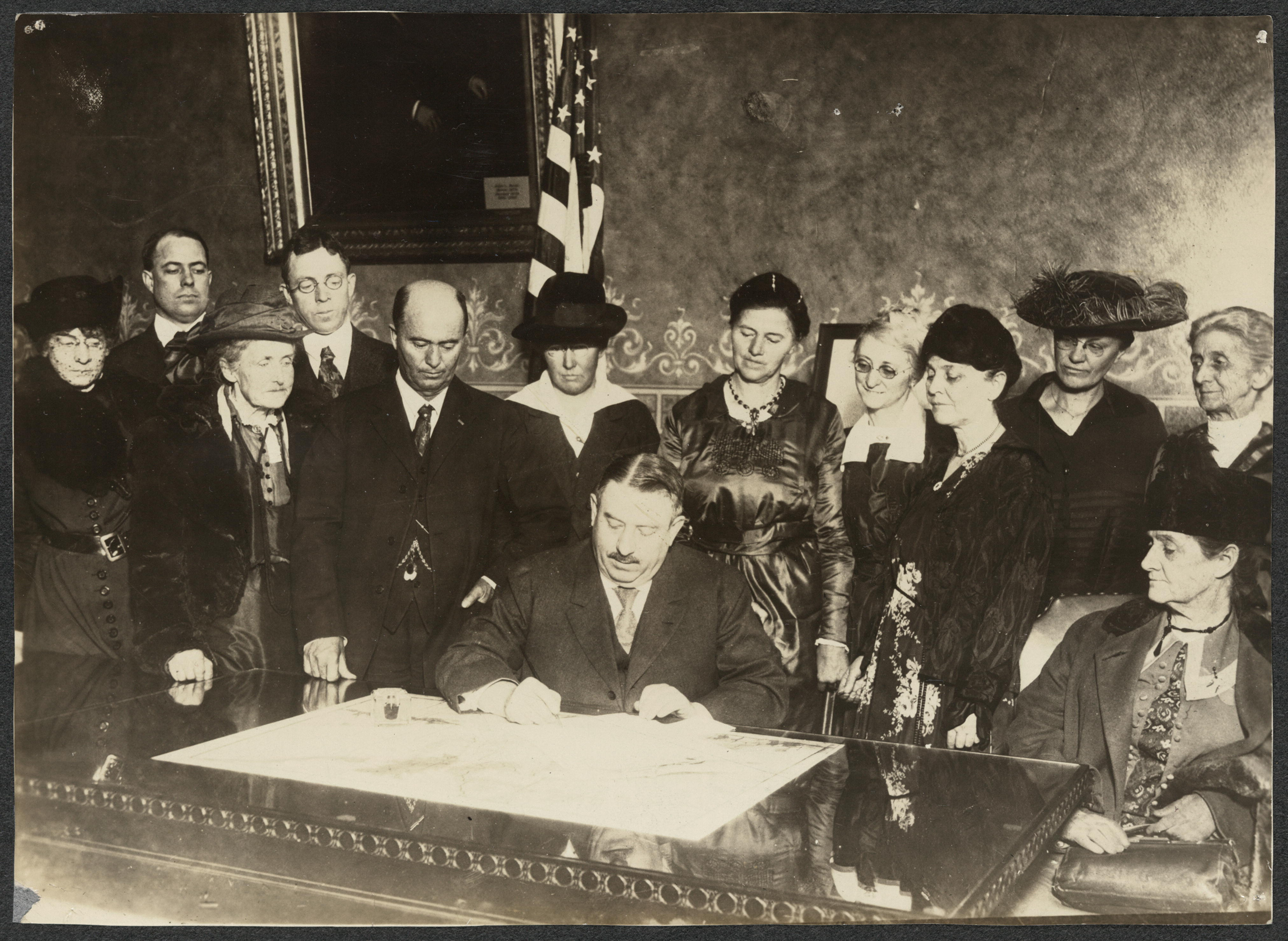
Ratyfikacja przez amerykański stan Kolorado poprawki do prawa wyborczego

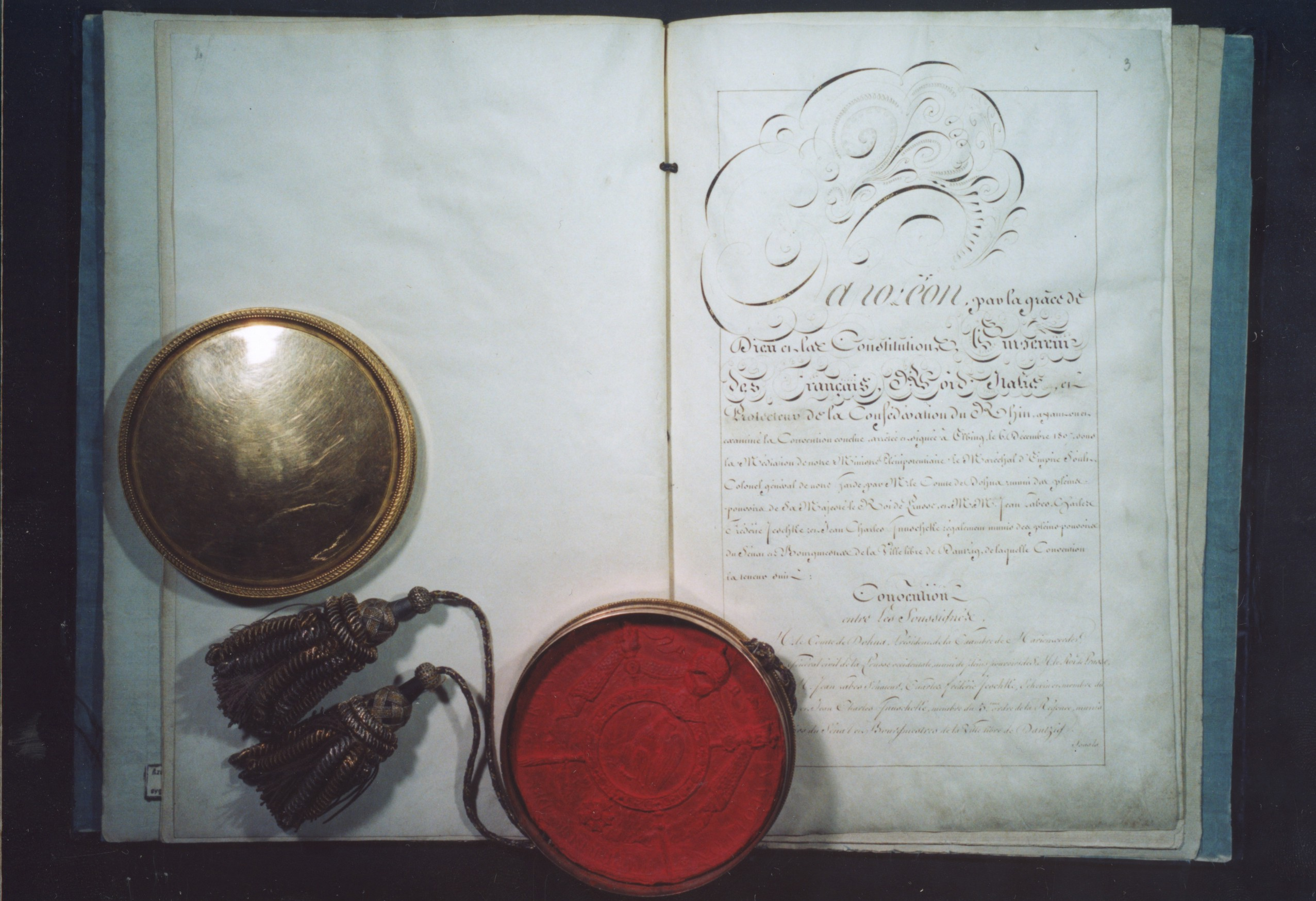
Ratyfikacja konwencji elbląskiej w sprawie granic Wolnego Miasta Gdańska (1808)

Ratyfikacja (fr. ratification) – jeden ze sposobów wyrażenia ostatecznej zgody na związanie się umową międzynarodową przez upoważniony do tego organ państwowy. Jest formą najuroczystszą (co różni ją od „zatwierdzenia”), z reguły dokonywaną przez głowę państwa (prezydenta, monarchę). Dowodem dokonania ratyfikacji jest dokument ratyfikacyjny, który składa się u depozytariusza (w przypadku umów wielostronnych) lub wzajemnie wymienia z drugim układającym się państwem (w przypadku umów dwustronnych).
Pierwsze procedury podobne do współczesnej ratyfikacji obowiązywały w monarchiach absolutystycznych, w sytuacji gdy władca chciał zachować kontrolę nad wynikami rokowań. Później ratyfikacja stała się instrumentem kontroli parlamentu nad prowadzoną polityką zagraniczną.

## W prawie polskim
W Polsce ratyfikacja może przebiegać według 3 procedur.

### „Mała” ratyfikacja
Prezes Rady Ministrów przedkłada prezydentowi RP wniosek o ratyfikację, wcześniej informując o zamiarze złożenia takiego wniosku Sejm. Nie jest wymagana zgoda parlamentu.

### „Duża” ratyfikacja
Prezydent ratyfikuje umowę dopiero po uzyskaniu zgody parlamentu, wyrażonej w ustawie. Art. 89 Konstytucji RP wymaga takiej procedury w 5 sytuacjach, a mianowicie gdy umowa dotyczy:
- pokoju, sojuszy, układów politycznych lub układów wojskowych,
- wolności, praw lub obowiązków obywatelskich określonych w Konstytucji,
- członkostwa Rzeczypospolitej Polskiej w organizacji międzynarodowej,
- znacznego obciążenia państwa pod względem finansowym,
- spraw uregulowanych w ustawie lub w których Konstytucja wymaga ustawy.

### Ratyfikacja w trybie art. 90 Konstytucji
W Polsce, zgodnie z Konstytucją RP, ratyfikacja umów międzynarodowych, przekazujących niektóre kompetencje organów władzy państwowej organom międzynarodowym, zastrzeżona jest dla Prezydenta RP, po uprzedniej zgodzie wyrażonej w formie ustawy podjętej kwalifikowaną większością 2/3 głosów przez Sejm i Senat lub w wiążącym referendum ogólnokrajowym.
Decyzję o wyborze formy wyrażenia zgody na ratyfikację przez Prezydenta RP takiej umowy międzynarodowej podejmuje Sejm mocą uchwały podjętej bezwzględną większością głosów, w obecności co najmniej połowy konstytucyjnej liczby posłów.
Ustawa wyrażająca zgodę na ratyfikację takiej umowy jest uchwalana przez Sejm większością 2/3 głosów, w obecności co najmniej połowy ustawowej liczby posłów, oraz przez Senat większością 2/3 głosów, w obecności co najmniej połowy ustawowej liczby senatorów. Następnie ustawa przekazywana jest Prezydentowi RP do podpisu, który w ciągu 21 dni może ją podpisać, zawetować lub przekazać do Trybunału Konstytucyjnego celem zbadania zgodności z Konstytucją RP samej ustawy lub umowy międzynarodowej.
W przypadku zgody wyrażonej w ustawie, na prezydenta zostanie nałożony obowiązek ratyfikacji z dniem wejścia w życie ustawy, zaś w przypadku referendum obowiązek ten zostanie nałożony z dniem publikacji w Dzienniku Ustaw obwieszczenia Państwowej Komisji Wyborczej wyników głosowania referendalnego.
Dotychczas tryb z art. 90 został zastosowany do przeprowadzenia referendum akcesyjnego w 2003 r. i ratyfikacji Traktatu lizbońskiego.